# Sunith Thakur
Sunith Thakur (ur. 10 września 1970) – indyjska judoczka. Olimpijka z Atlanty 1996, gdzie zajęła czternaste miejsce w kategorii 52 kg. Brązowa medalistka mistrzostw Azji w 1995. Trzecia na mistrzostwach wspólnoty narodów w 1996 roku.